# Valentín Ferraz
Pour les articles homonymes, voir Ferraz.
Valentín Ferraz y Barrau, né à Anciles (es) (province de Huesca) le 14 février 1793 et mort à Madrid le 31 août 1866, est un militaire et homme d'État espagnol, président du Conseil des ministres espagnol en 1840.

## Biographie
Valentín Ferraz naît dans une famille d'illustres militaires, politiciens et juristes. Il intègre le régiment des Dragons du roi et participe à la Guerre d'indépendance espagnole au siège de Saragosse. Plus tard, avec le grade d'enseigne, il participe aux fronts de Valence et de Barcelone.
Après le conflit, il est envoyé à sa demande en Amérique, où les troupes royales affrontent les indépendantistes. Il embarque le 8 mai 1816 à Cadix, en compagnie du brigadier José de la Serna (futur vice-roi), à bord de la frégate La Venganza. Commandant, il dirige certaines opérations au Pérou et au Haut-Pérou, participe aux faits d'armes d'Arica et se distingue durant le combat d'Arequipa en 1823. En récompense il reçoit la Croix de l'Ordre de Saint-Ferdinand. Il participe également à la répression de la rébellion du général Olañeta qui se soulève contre l'autorité du vice-roi José de la Serna. La défaite royaliste à la Bataille d'Ayacucho signifie la fin de sa carrière militaire au Nouveau Monde.
Il rentre en Espagne en 1825 pour être affecté en Alava. Devenu colonel, il intègre le Régiment d'Estrémadure puis la Garde royale espagnole. Au début du règne d'Isabelle II, durant les régences de Marie-Christine et d'Espartero, il est trois fois ministre de la Guerre, député, sénateur, maire de Madrid et président du Conseil des ministres.
Valentín Ferraz meurt à Madrid le 31 août 1866, à l’âge de 72 ans.